# 조지 브렛
조지 하워드 브렛(영어: George Howard Brett, 1953년 5월 15일 - )은 메이저 리그 캔자스시티 로열스에서 3루수 등으로 뛴 야구 선수였다.

## 어린 시절
조지 브렛은 1953년 웨스트버지니아주 노던 팬핸들에서 태어났다. 큰 형인 켄 브렛은 1967년 19세의 나이로 월드시리즈에서 투구를 했던 메이저 리그 투수였고 존과 바비는 마이너 리그에서 활동했다. 브렛의 가족은 미드웨스트를 거쳐 로스앤젤레스 외곽의 엘 세건도로 이주하였다. 위의 세 명의 형들과 함께 자라면서 야구 선수로의 꿈을 키워가던 중, 1971년 고등학교를 졸업하고 그 해 신인 드래프트에서 캔자스시티 로열스의 2라운드(전체 29위) 지명을 받았다. 고등학교 시절 같은 팀 선수로는 투수 스콧 맥그리거가 있다.

## 메이저 리그시절
프로에 입단 후 처음 포지션은 유격수였지만 수비에 문제를 보여 3루수로 이동하였고 브룩스 로빈슨을 따라 5번을 달면서 5번은 3루수의 대표 등번호가 됐다.

## 송진(Pine Tar) 사건
1983년 7월 24일, 캔자스시티 로열스와 뉴욕 양키스와의 경기가 양키 스타디움에서 벌어졌다. 9회초 로열스 공격에서 조지 브렛은 양키스 투수 구스 고시지를 상대로 2점 홈런을 쳐서 경기가 5-4 로 역전이 됐다. 브렛이 베이스를 돌고 난 이후, 양키스 감독 빌리 마틴이 덕아웃에서 걸어나와 심판에게 브렛의 배트에 규정 이상으로 많은 타르가 묻혀져 있다고 항의하였다. 야구 규정상 배트 밑에서 18인치까지는 타르를 발라도 되지만 그 이상 바르는 것은 규정위반이었고, 브렛의 배트에는 24인치 정도의 길이로 타르가 발라져 있었다. 시즌 초부터 양키스는 브렛이 타르를 규정 길이를 넘어서 배트 위쪽까지 타르를 바르는 사실을 알고 있었지만, 중요한 순간이 올 때까지 기다리고 있던 참이었다.